# 斎藤嘉樹
斎藤 嘉樹（さいとう よしき、1991年2月15日 - ）は、日本の俳優。神奈川県出身。志事務所所属。以前は放映新社に所属していた。日出高等学校卒業。

## 人物・来歴
趣味・特技は野球、サッカー、習字。
子役としてデビューし、2008年に公開された映画『ひゃくはち』で初主演。
この映画でともに主演を務め、親友役を演じた中村蒼は、このとき実生活でも同じ高校のクラスメイトだった。オーディション会場でたまたま一緒に組んで演技をし、「一緒に受かったらいいね」と話していたところ、本当に二人とも受かり主演に選ばれた。

## 出演

### ドラマ
- 夫婦漫才（2001年、TBS） - ノブロウ 役
- 愛情イッポン!（2004年、日本テレビ）
- エンジン 第5話（2005年5月16日、フジテレビ） - ケンジ 役
- トップキャスター 第8話（2006年6月5日、フジテレビ） - 祥司 役
- わたしたちの教科書　第7話（2007年5月24日 、フジテレビ） - 長谷祐一 役
- ロト6で3億2千万円当てた男（2008年7月4日、テレビ朝日）
- わたしが子どもだったころ 小澤征爾編（2009年6月3日、NHK） -  小澤征爾の兄 役
- 最後の赤紙配達人〜悲劇の召集令状64年目の真実〜（2009年8月10日、TBS） - 寺田衛 役
- さばドル（2012年1月14日、テレビ東京） - 夏野太 役
- みんな!エスパーだよ!（2013年4月12日、テレビ東京） - タケシ 役
- 連続テレビ小説 （NHK総合）
  - あまちゃん（2013年4月1日） - 若き日の勉 役
  - エール（2020年） - 佐藤幸太郎 役[1]
- リバースエッジ 大川端探偵社（2014年、テレビ東京） - 梶原 役
- ライドライドライド（2014年9月24日、NHK BSプレミアム） - 岩谷幸人 役
- アルジャーノンに花束を （2015年4月 - 6月、TBS） - 波田光佑 役
- となりの関くん 第4話（2015年、MBS） -　美術教師 役
- 独眼竜 花嫁道中（2015年7月29日、NHK BSプレミアム)   - 遠藤俊介 役
  - 地域発ドラマ「ガッタン ガッタン それでもゴー」(2015年10月28日、NHK BSプレミアム)   - 佐川 役
- 1942年のプレイボール（2017年8月12日、NHK総合） - 野口昇 役
- NHK大河ドラマ
  - 西郷どん（2018年） - 土持政照 役[2]
  - いだてん〜東京オリムピック噺〜（2019年） - 黒坂勝蔵 役
- ミス・ジコチョー〜天才・天ノ教授の調査ファイル〜（2019年） - 水上幸四郎
- やすらぎの刻〜道（2019年） - 根来湧郎

### 映画
- HINOKIO（2005年）
- スクールデイズ（2005年）
- ピクニックの準備（2006年）
- ひゃくはち（2008年） - 主演・青野雅人 役
- フレフレ少女（2008年） - 大坪泰平 役
- ソフトボーイ（2010年） - ナカニシ 役
- ボックス!（2010年） - 飯田良介 役
- 白夜行（2011年） - 秋吉雄一 役
- 恋の罪（2011年)   - 男子学生 役
- ヒミズ（2012年)   - 野口正人 役
- 舟を編む（2013年） - 小林 役
- ラブ＆ピース　(2015年)   - 高橋ゆうじ 役
- 全開の唄  (2015年)　- 斉藤隆 役
- 人狼ゲーム クレイジーフォックス（2015年）- 星力 役
- エミアビのはじまりとはじまり  (2016年)   - 運転男 役
- シン・ゴジラ（2016年）[3]
- 白く濁る家
- 無頼（2020年）

### オリジナルビデオ
- ヒロミくん! 全国総番長への道（2011年）

### CM
- 明治製菓
- 家庭教師のトライ
- 日清食品 UFO
- ニチレイ からあげチキン